# 上尧街道
上尧街道，是中华人民共和国广西壮族自治区南宁市西乡塘区下辖的一个乡镇级行政单位。

## 行政区划
上尧街道下辖以下地区：
鲁班社区、大学南社区、相思湖社区、南罐社区、陈西村、陈东村和上尧村。